# Kim Possible, le film : Mission Cupidon
Série Kim Possible
Kim Possible : La Clé du temps
(2003)
Pour plus de détails, voir Fiche technique et Distribution.
Kim Possible, le film : Mission Cupidon (Kim Possible Movie: So the Drama) est un téléfilm d'animation américain de la collection des Disney Channel Original Movie, réalisé par Steve Loter et diffusé le 8 avril 2005 sur Disney Channel.
C'est la deuxième adaptation en long-métrage de la série d'animation Kim Possible après le téléfilm Kim Possible : La Clé du temps diffusé en 2003. Bien que diffusé avant la fin de la troisième saison de la série, il se déroule après et devait clore la série avant que Disney Channel décide de la renouveler pour une quatrième saison.
Le téléfilm est le premier film d'animation de la collection des Disney Channel Original Movie et le deuxième adapté d'une série télévisée de Disney Channel après Drôles de vacances en 2003. Une version longue a été montée exclusivement pour la sortie vidéo du téléfilm. La version TV a également été montée dans une version séparée en trois parties pour l'inclure dans la série et faciliter les futurs rediffusions.

## Synopsis
Bien décidé à conquérir le monde pour de bon, le Dr Drakken décide de mettre en place le plan ultime qui pourrait, pour une fois, étonner tout le monde, même son acolyte Shego. Pour cela, il commence à s'intéresser de près à la technologie androïde d'une marque de jouets.
Pendant ce temps, Kim Possible se rend compte que son quotidien d'agent l'empêche d'avoir une vie de lycéenne lambda. Elle décide d'y remédier et fait la rencontre d'un garçon mystérieux, Eric. Le rapprochement entre Kim et Eric fait se rendre compte à son meilleur ami et acolyte, Robin Trépide, que finalement, il éprouverait peut-être plus que de l'amitié pour Kim.
Toutes ces histoires de cœurs permettront telles à Drakken d'exécuter son plan diabolique sans attirer l'attention de la maligne Kim Possible ?

## Fiche technique
- Titre original : Kim Possible Movie: So the Drama
- Titre francophone : Kim Possible, le film : Mission Cupidon
- Réalisation : Steve Loter
- Scénario : Robert « Bob » Schooley et Mark McCorkle
- Montage : Joseph Molinari
- Production : Steve Loter
- Producteurs exécutifs : Mark McCorkle et Robert « Bob » Schooley
- Sociétés de production : Disney Television Animation et Disney Channel
- Sociétés de distribution : Buena Vista Télévision et Buena Vista Home Entertainment
  - États-Unis : Disney Channel (télévision) ; The Walt Disney Company (globale)
  - France : Disney Channel France (télévision) ; The Walt Disney Company France (globale)
- Pays d’origine :  États-Unis
- Langue originale : anglais
- Format : couleur - 1.78:1
- Genre : Animation
- Dates de sortie :
  - États-Unis : 8 avril 2005 sur Disney Channel (première diffusion) ; 10 mai 2005 (sortie vidéo)
  - France : 2005 sur Disney Channel France (première diffusion) ; 11 janvier 2006 (sortie vidéo)

 Sauf indication contraire, les informations mentionnées dans cette section peuvent être confirmées par la base de données cinématographiques IMDb,  présente dans la section « Liens externes ».

## Distribution

### Voix originales
- Christy Carlson Romano : Kimberly Ann « Kim » Possible
- Will Friedle : Ronald « Ron » Stoppable
- Nancy Cartwright : Rufus
- Tahj Mowry : Wade
- Nicole Sullivan : Shego
- John DiMaggio : Drew Theodore « Dr Drakken » P. Lipsky
- Gary Cole : Dr James Possible
- Jean Smart: Dr Ann Possible
- Shaun Fleming : Jim et Tim Possible
- Raven-Symoné : Monique
- Kirsten Storms : Bonnie Rockwaller
- Rider Strong : Brick Flagg
- Raviv Ullman : Eric
- Diedrich Bader : Lars
- Eddie Deezen : Ned
- Clyde Kusatsu : Nakasumi
- Lauren Tom : Miss Kyoko
- Maurice LaMarche : Big Daddy Brotherson

### Voix françaises
- Noémie Orphelin : Kimberly Ann « Kim » Possible
- Donald Reignoux : Robin Trépide
- Michel Elias : Rufus / Dr Drakken
- Kelyan Blanc : Wallace
- Sophie Riffont : Shego
- Pierre Laurent : Dr James Possible
- Laurence Sacquet : Monique
- Céline Mauge : Bonnie Rockwaller
- Pascal Grull : Brick Flagg
- Sébastien Desjours: Eric
- Vincent de Bouard: Ned